# Rasmus Andersen
Rasmus Morten Andersen (25 septembre 1861 - 28 février 1930) est un sculpteur danois. Il est surtout connu pour ses portraits.

## Biographie
Rasmus Andersen est né à Orting près de Horsens où il suivit une formation de sculpteur sur bois. Il étudia ensuite à l'Académie royale des beaux-arts du Danemark entre 1877 et 1884 puis il étudia dans l'atelier de Herman Wilhelm Bissen. Il travailla comme conservateur à l'Académie des Beaux-Arts jusqu'en 1905 et au Musée Thorvaldsen de 1893 jusqu'à sa mort. C'était un ami personnel d'Edvard Eriksen, le sculpteur de la Petite Sirène.

## Œuvres les plus célèbres

### Statues
- Hans Christian Andersen, Chicago (1889)
- E.V. Dalgas, Aarhus (1901)
- J.C. la Cour, Lyngby (1903)
- L. Brockenhuus-Schack, Svendborg (1904)
- C.F. Tietgen, Copenhague (1905)
- Chresten Berg, Kolding (1906)
- Christian IX, Mors Nykøbing (1909)

### Bustes
- Hans Krüger (1884)
- Th. Stein (1890)
- H.A. Brendekilde (1901)
- Frederik VIII (1908)
- Wilhelm Wiehe (1924)
- Christian X
- C.T. Barfoed
- H.V. Stockfleth
- E. Rostrup
- T. Westermann
- Otto Vaupell
- W. Johannsen
- Chresten Berg
- Ludvig Schrøder